# Papa Sabiniano
Sabiniano (Blera, 530 – Roma, 22 febbraio 606) è stato il 65º papa della Chiesa cattolica, dal 13 settembre 604 alla sua morte.

## Biografia
Apocrisario apostolico a Costantinopoli dal 593 sotto papa Gregorio I, fu poi richiamato a Roma a causa della sua mancanza di zelo nel difendere i diritti della Santa Sede quando il patriarca di Costantinopoli Giovanni IV Nesteutes assunse il titolo di "Patriarca Ecumenico" in sfida al pontefice Romano.
Succeduto al grande Gregorio, fu consacrato il 13 settembre, sei mesi dopo la morte del predecessore, quando finalmente arrivò l'approvazione imperiale da Costantinopoli.
Sabiniano fu espressione dello scontento che papa Gregorio I aveva generato in alcuni ambienti ecclesiastici quando, già all'inizio del suo pontificato, aveva perseguito una linea di "moralizzazione" della Curia romana allontanando laici ed ecclesiastici da posizioni di rilievo e affidandole a monaci benedettini, tutti homines novi con poca esperienza, e senza rispettare anzianità e gerarchie. Soprattutto le classi più elevate non aspettavano dunque altro che la morte di Gregorio per recuperare le posizioni perse. Sabiniano, influenzato da quell'élite ecclesiastica e umiliato dal richiamo a Roma dalla sua posizione di prestigio a Costantinopoli, attuò una linea in netto contrasto con quella del suo predecessore, riassegnando al clero "tradizionale" gli uffici ecclesiastici già affidati ai monaci e soprattutto interrompendo l'attività di assistenza gratuita ai bisognosi, che tanta parte aveva avuto nel pontificato di Gregorio, accusandolo inoltre di aver dissipato il patrimonio della Chiesa pur di essere lodato e ottenere fama di benefattore. Si rese poi particolarmente inviso al popolo perché fece distribuire il grano alla popolazione affamata dietro pagamento: comportamento poco caritatevole, che gli attirò l'odio dei romani e che fu la causa della probabile morte violenta a seguito di una rivolta popolare. Secondo una leggenda, lo stesso Gregorio gli sarebbe apparso in sogno ammonendolo per il suo comportamento, ma poiché Sabiniano non accennava a voler cambiare atteggiamento, Gregorio lo avrebbe colpito con il pastorale, provocandone in breve la morte.
L'erudito italiano Onofrio Panvinio (1529-1568), nel suo Epitome pontificum Romanorum (Venezia, 1557) attribuisce a questo papa l'introduzione dell'usanza di far suonare le campane nelle ore canoniche e durante la celebrazione dell'eucaristia.
Sabiniano morì il 22 febbraio 606, probabilmente a seguito di un'insurrezione popolare, e fu tumulato in San Pietro, dove il corteo giunse di nascosto, attraverso vie secondarie.